# مالا بوسنا
مالا بوسنا (به صربی: Mala Bosna) یک منطقهٔ مسکونی در صربستان است که در Subotica Municipality واقع شده‌است. مالا بوسنا ۱٬۲۴۵ نفر جمعیت دارد.